# Regina Shotaro
Regina Shotaro   (10 de setembre de 1981) és una de les primeres atletes dels Estats Federats de Micronèsia en participar en els Jocs Olímpics, en aquest cas als Jocs Olímpics d'Estiu de 2000 a Sydney, Austràlia.
Després de participar en els Jocs Olímpics en la cursa de 100 metres llisos femení representant als Estats Federats de Micronèsia, Regina va seguir la seva educació als Estats Units d'Amèrica, al Lansing Community College a Lansing (Michigan). Regina és d'ascendència japonesa, i actualment resideix a Lansing, Michigan (Estats Units d'Amèrica).